# Parque nacional Indira Gandhi
El parque nacional Indira Gandhi (antiguamente Annamalai) es un parque nacional de la India, dentro del estado de Tamil Nadu. Se encuentra en las colinas de Anaimalai en los taluks de Pollachi, Valparai y Udumalpet en el distrito de Coimbatore y Tirupur, India del Sur.

## Flora

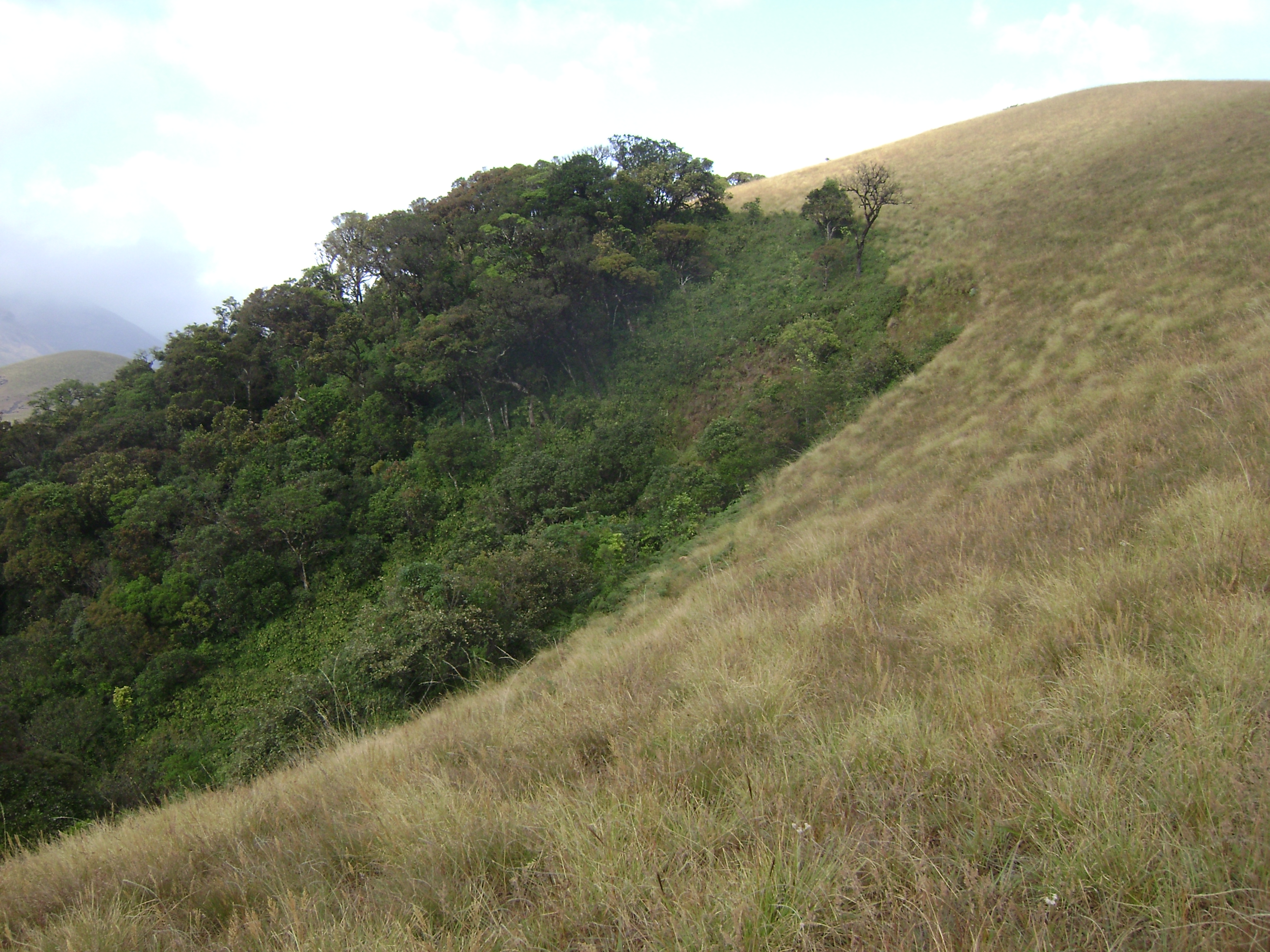
Complejo de shola/pradera en Grass Hills, P. N. Indira Gandhi.

El parque es el hogar de una amplia variedad de flora y fauna típicos de los Ghats Occidentales del Sur. Hay más de 2000 especies de plantas de las que alrededor de 400 son de valor medicinal. La diversa topografía y gradiente de pluviosidad permiten una amplia variedad de vegetación comprendiendo una mezcla de hábitats naturales con otros realizados por humanos. Entre los primeros se encuentran pluvisilvas, bosques semi-perennes, praderas de shola montana, caducifolios húmedos, caducifolios áridos, bosques de matorral y marismas. Bosques perennes húmedos tropicales se encuentran en una altitud de 600 a 1.600 m s. n. m.
Los bosques montanos tropicales aparecen en elevaciones más altas y están entremezclados con praderas de montaña, formando un complejo de pradera-shola. Gran parte del bosque perenne original contiene ahora plantaciones de teca introducidas por el hombre. Bambúes y juncales aparecen en los bosques naturales. La cubierta forestal la proporcionan árboles de las especies Hopea parviflora, Mesua ferrea, Calophyllum tomentosum, Vateria indica, Cullenia excelsa y mango o melocotón de los trópicos, Machilus macrantha, Alstonia scholaris, Evodia meliaefolia, Ailanthus, algodonero rojo y eucalipto rosado. La zona es el hogar de Podocarpus wallichianus, una rara especie de conífera de la India meridional.

## Fauna
Especies amenazadas de mamíferos en el santuario incluyen: 
- En peligro de extinción: el tigre de bengala, el elefante indio, cuón, tahr del Nilgiri y sileno.
- Vulnerables: mangosta gris de la India, gaur, el lirón Platacanthomys lasiurus, langur de Nilgiri, gato herrumbroso, sambar, oso perezoso y nutria lisa,
- las casi amenazadas son: ardilla malabar, leopardo indio y pangolín indio.

Animales con menor preocupación aquí incluyen: chacal dorado, gato de Bengala, gato de la jungla, chital, muntíaco de la India, ciervo ratón de la India, jabalí, langur gris, macaco coronado, civeta de las palmeras común, civeta enana, mangosta hindú gris, mangosta de cuello listado, mangosta roja, loris esbelto gris, ardilla malabar, puercoespín de la India y ardilla india de las palmeras.
Más de 250 especies de aves se han identificado en el parque. Algunos de los grupos más importantes son cormoranes, patos, cercetas, aníngidos, perdices, codornices, gallos, faisancillos, Pavo real común, periquitos, cálaos, barbudos asiáticos, drongos, oriólidos, alcaudones, parúlidos, papamoscas, pícidas, Chloropseidae, trogones, martines pescadores, cigüeñas, garcetas, águilas pescadoras, águilas azores, aguiluchos, halcones, milanos, búhos y chotacabras. Es también el hogar de una especie casi amenazada, cálao bicorne.
Es el hogar de 15 de 16 especies de aves endémicas de los Ghats Occidentales.
Reptiles incluyen sapos, ranas Indirana diplosticta, Indirana leithii y Micrixalus saxicola, ranas arbóreas, pitones, cobras, búngaros, víboras, culebra de collar, tortuga Vijayachelys silvatica, tortuga de Travancore, Lissemys punctata, tortuga estrellada de la India, dragón volador, camaleones y lagartos del bosque.
315 especies de mariposas pertenecientes a cinco familias han sido identificadas en las colinas de Anaimalai. 44 son endémicas de los Ghats Occidentales.